# Marc Mulders

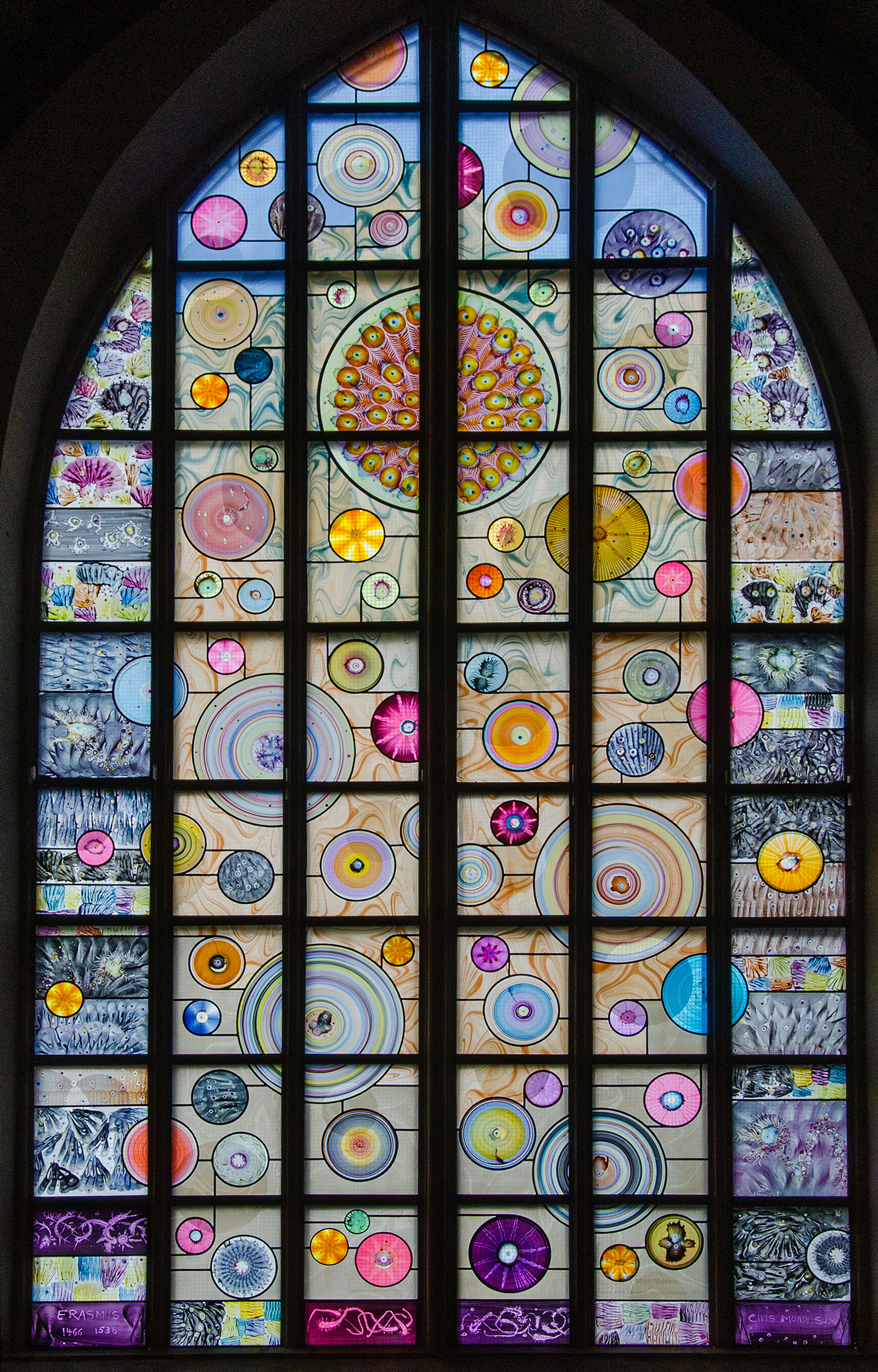
Fenster 1C (‚Erasmus-Fenster‘), 2016, Kirche Sint Janskerk in Gouda (Niederlande).

Marc Mulders (* 23. September 1958 in Tilburg (Niederlande)) ist ein niederländischer Maler, Fotograf und Glaskünstler.
1989 erhielt er den Charlotte-Köhler-Preis in der Kategorie Bildende Künste.
Unter anderem besitzen das Museum De Pont in Tilburg und das Museum Catharijneconvent in Utrecht Werke von ihm.

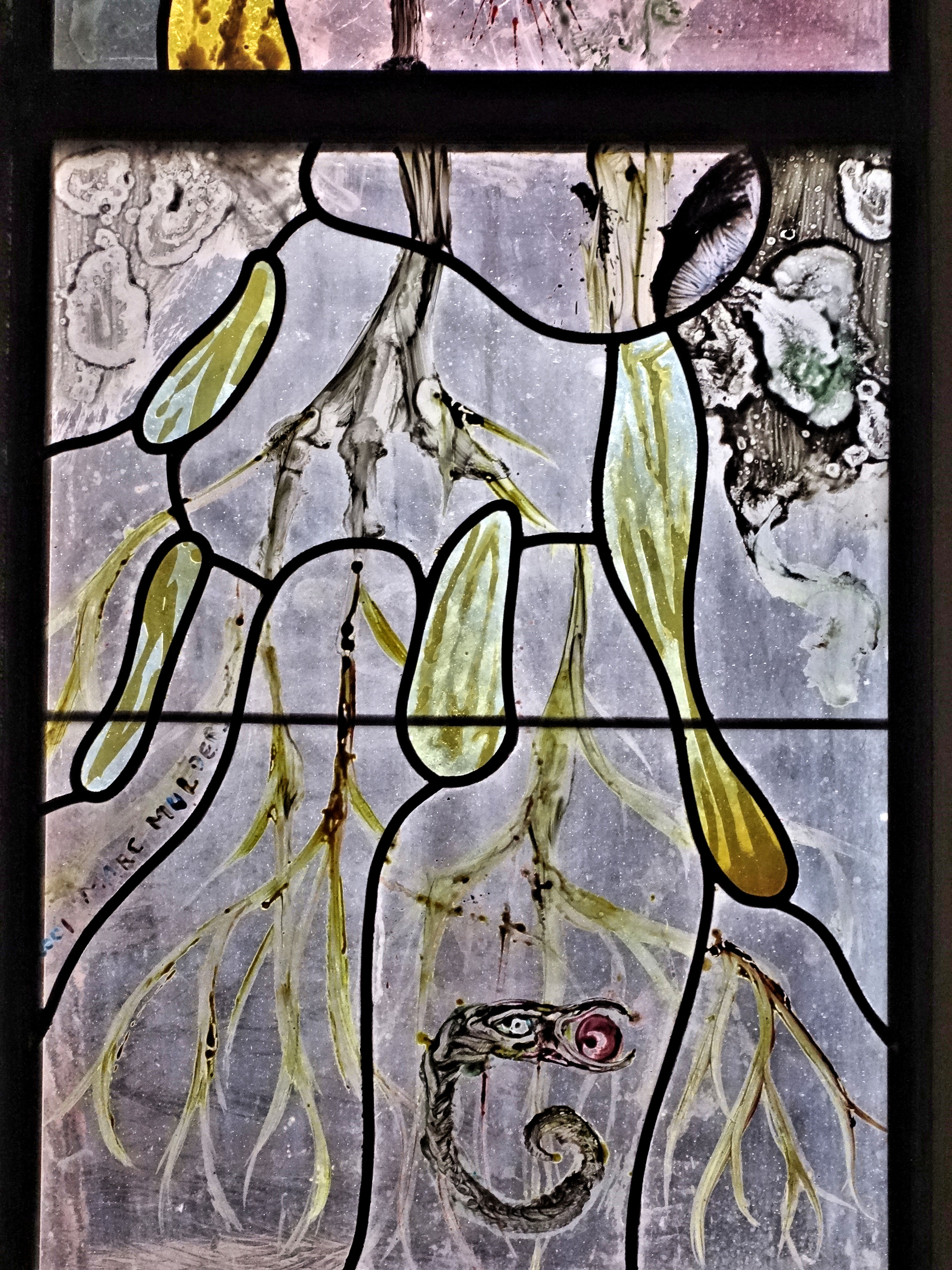
Pelikan (2001), Nijmegen
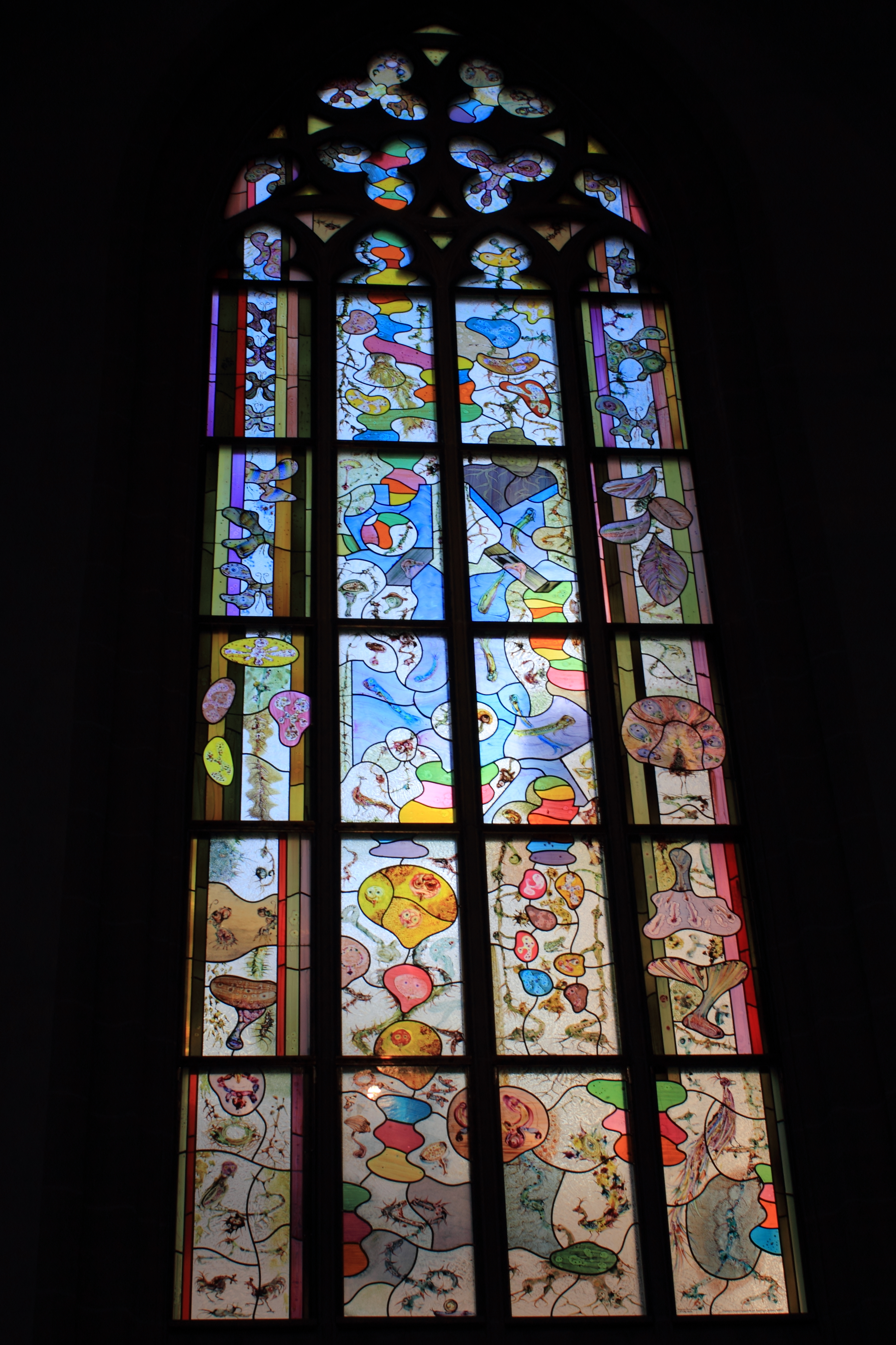
Een tuin van glas (2005), Nieuwe Kerk (Amsterdam)